# Ululodes sinuatus
Ululodes sinuatus är en insektsart som beskrevs av Banks 1924. Ululodes sinuatus ingår i släktet Ululodes och familjen fjärilsländor. Inga underarter finns listade i Catalogue of Life.